# Pałac w Ostrowinie
Pałac w Ostrowinie – zabytkowy pałac wybudowany w 1902 r. w Ostrowinie – wsi w Polsce, w województwie dolnośląskim, w powiecie oleśnickim, w gminie Oleśnica.

## Historia
Dwupiętrowy pałac kryty dachem czterospadowym z lukarnami. Główne wejście w ryzalicie. Po prawej stronie wejścia, na rogu budynku okrągła piętrowa wieża. Po prawej stronie wejścia sześcioboczna wieża trzykondygnacyjna z kartuszem na wysokości drugiego piętra z datą 1901 i herbami barona Ferdynanda von Twickel (1863-1938) ((po lewej) i jego żony Marii Sidoni hrabiny von Arco-Zinneberg (1880-1928) (po lewej). Obiekt z kaplicą jest częścią zespołu pałacowego, w skład którego wchodzi jeszcze park. Obecnie w pałacu mieści się Powiatowy Dom Pomocy Społecznej.

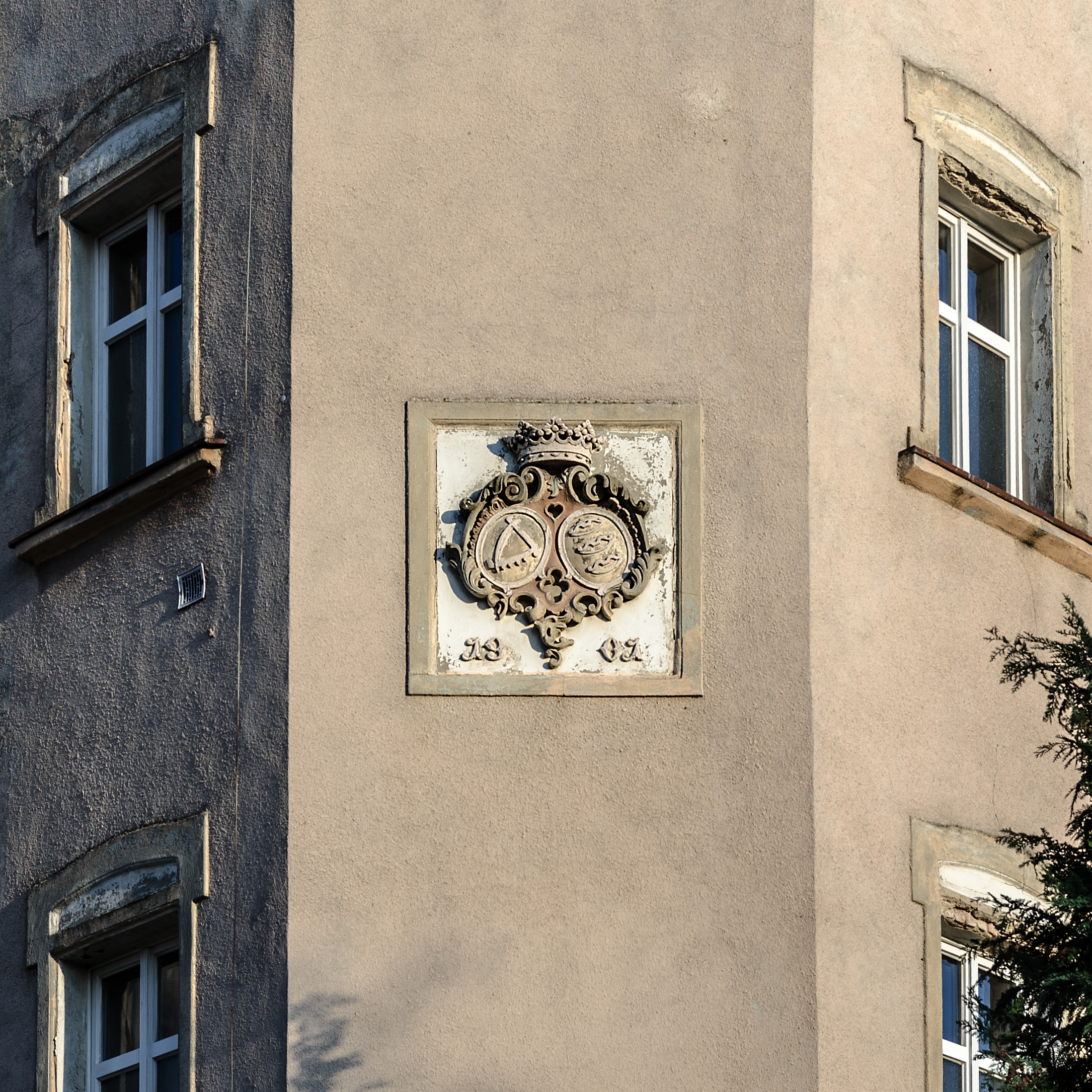
Herby na wieży
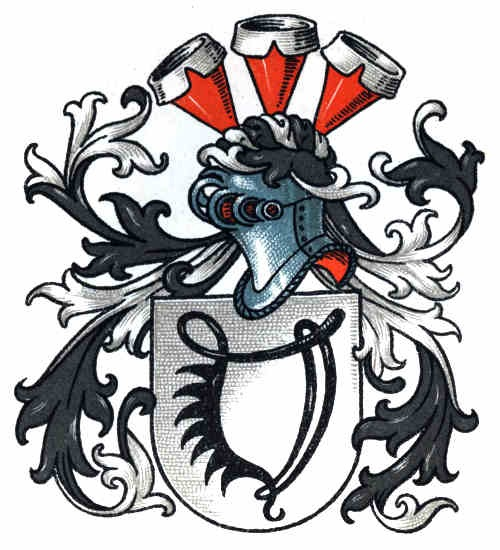
Herb Ferdynanda von Twickel
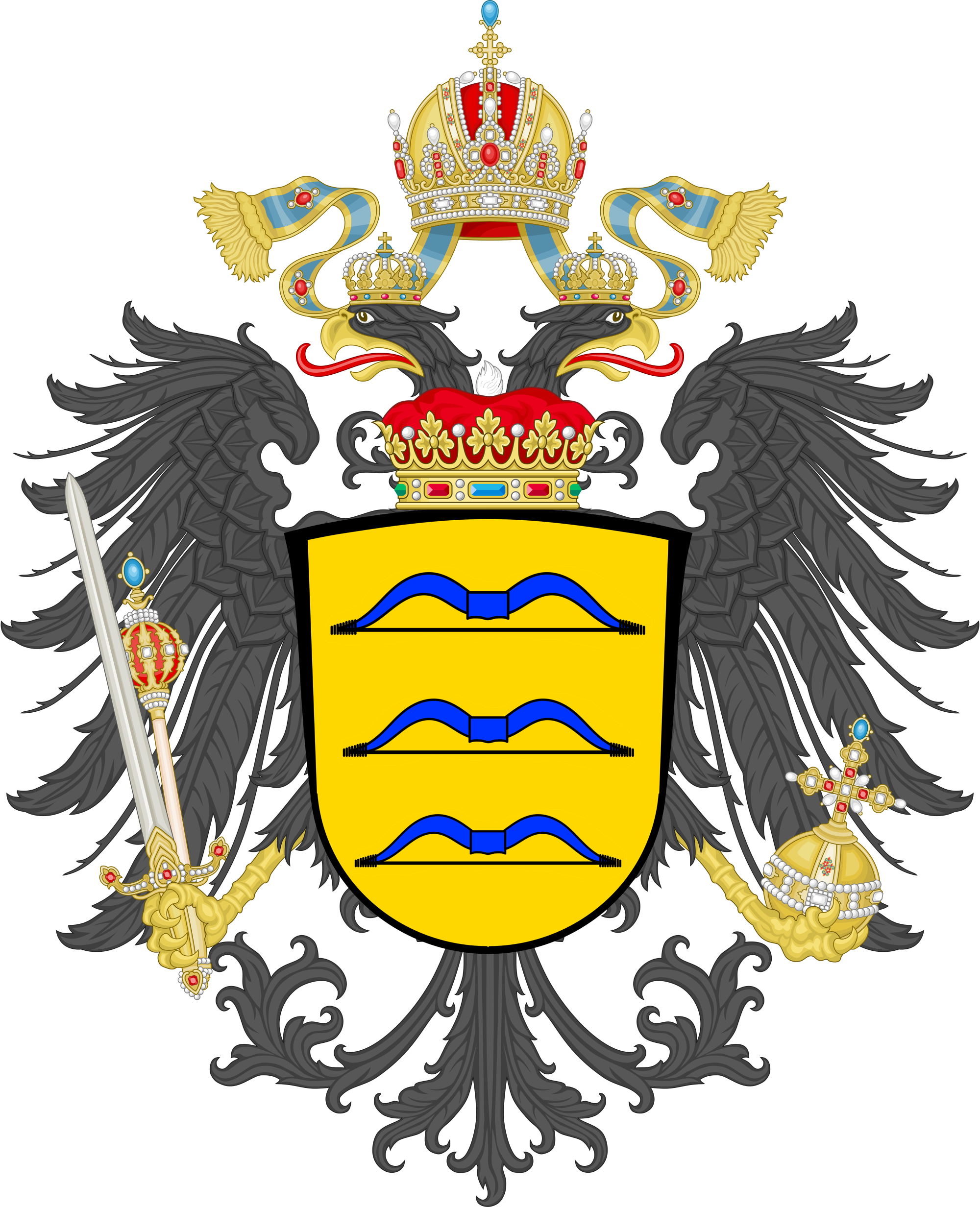
Herb Marii Sidonii von Arco-Zinneberg
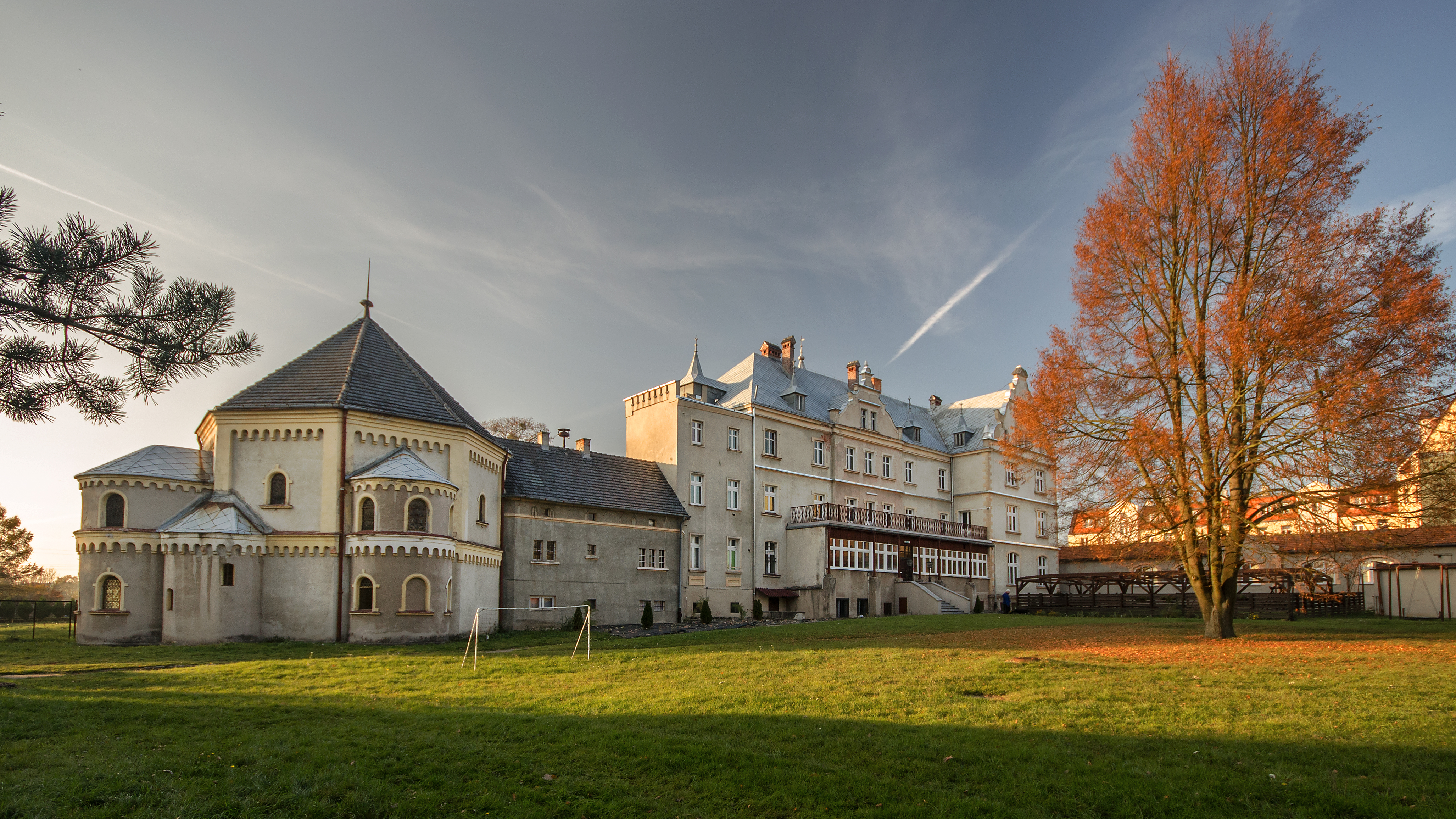
Kaplica pałacowa widok od parku